# Mikus Hill
Der Mikus Hill ist ein rund 1700 m hoher Hügel mit einigen unvereisten Felsvorsprüngen im Palmerland auf der Antarktischen Halbinsel. Er ragt aus der südwestlichen Wand des Richardson-Gletschers auf.
Der United States Geological Survey kartierte ihn 1974. Das Advisory Committee on Antarctic Names benannte ihn 1976 nach Edward J. Mikus, Luftbildfotograf an Bord einer LC-130 Hercules der Flugstaffel VXE-6 von 1968 bis 1969.